# پتری اورپو
پتری اورپو (انگلیسی: Petteri Orpo؛ زادهٔ ۳ نوامبر ۱۹۶۹) سیاستمدار و نماینده پارلمان اهل فنلاند است که از سال ۲۰۲۳ عنوان نخست‌وزیری فنلاند را بر عهده دارد. او از سال ۲۰۱۶ به عنوان رهبر حزب ائتلاف ملی فعالیت می‌کند و پیش از آن از سال ۲۰۱۷ تا ۲۰۱۹ معاون نخست‌وزیر فنلاند بود، وزیر دارایی از ۲۰۱۶ تا ۲۰۱۹، وزیر کشاورزی و جنگلداری از ۲۰۱۴ تا ۲۰۱۵ و وزیر کشور از ۲۰۱۵ تا ۲۰۱۶ بوده‌است. در ۲ آوریل ۲۰۲۳، حزب ائتلاف ملی اورپو در انتخابات پارلمانی ۲۰۲۳ فنلاند با اکثریت ۲۰٫۸ درصد و کسب ۴۸ کرسی پیروز شد. اورپو در این انتخابات بیش از ۱۷۰۰۰ رای در ناحیه خود به دست آورد. او قرار است به عنوان مذاکره‌کننده اصلی تشکیل دولت و نامزد نخست‌وزیری معرفی شود که مجلس و رئیس‌جمهور جدید کمی پس از انتخابات تشکیل شود.